# Roguelike

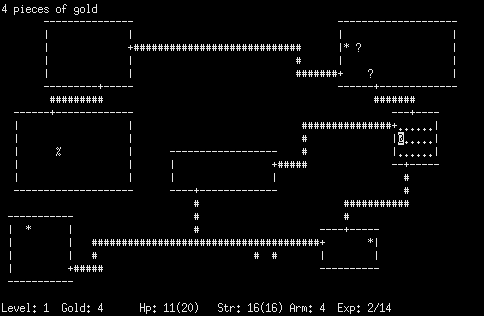
Imagine din jocul Rogue (sau Rogue: Exploring the Dungeons of Doom) din 1980

Roguelike (sau rogue-like) este un subgen al jocurilor video de rol, caracterizat în mod tradițional printr-un dungeon crawl (o furișare prin temniță) prin niveluri generate aleator, joc pe ture, mișcare bazată pe placă și moartea permanentă a personajului jucătorului. Cele mai multe jocuri roguelike se bazează pe o narațiune fantastică, reflectând influența pe care au avut-o asupra acestora jocurile de rol de societate, cum ar fi Dungeons & Dragons.
Cu toate că Beneath Apple Manor a apărut în 1978, jocul Rogue din 1980, care este un joc bazat pe ASCII, este considerat precursorul și omonimul genului. Aceste jocuri au fost popularizate printre studenții și programatorii de computere din anii 1980 și 1990, ceea ce a dus la sute de variante. Unele dintre cele mai cunoscute variante includ Hack, NetHack, Ancient Domains of Mystery, Moria, Angband, Tales of Maj'Eyal și Dungeon Crawl Stone Soup. Seria japoneză de jocuri Mystery Dungeon de la Chunsoft, inspirată de Rogue, se încadrează, de asemenea, în conceptul de jocuri roguelike.
Definiția exactă a unui joc roguelike rămâne un punct de dezbatere în comunitatea jocurilor video. „Interpretarea de la Berlin” elaborată în 2008 a definit o serie de factori de valoare ridicată și scăzută care au distins jocurile „pure” roguelike Rogue, NetHack și Angband de cazurile marginale precum Diablo. De atunci, odată cu dezvoltarea calculatoarelor personale și a sistemelor de jocuri mai puternice și cu creșterea rapidă a dezvoltării jocurilor video indie, au apărut câteva noi jocuri „roguelike”, cu unii, dar nu toți factorii definiți în 2008 (nominal: utilizarea generației procedurale și a morții permanente), în timp ce încorporează adesea alte genuri de joc, elemente tematice și stiluri grafice. Exemple comune ale acestora includ Spelunky, FTL: Faster Than Light, The Binding of Isaac, Slay the Spire și Hades.  Pentru a le distinge de roguelike-urile tradiționale, astfel de jocuri pot fi denumite „rogue-lite”, „roguelike-like” sau „labirinturi procedurale ale morții”.
Originea termenului „roguelike” provine de la grupurile de știri USENET în jurul anului 1993, deoarece acesta era principalul canal pe care jucătorii de jocuri roguelike din acea perioadă îl foloseau pentru a discuta despre aceste jocuri, precum acela pe care dezvoltatorii îl foloseau pentru a anunța noi lansări și chiar pentru a distribui codul sursă al jocului în unele cazuri. Deoarece existau mai multe grupuri individuale pentru fiecare joc, s-a sugerat ca, odată cu popularitatea în creștere a Rogue, Hack, Moria și Angband, care împărtășeau elemente comune, ca grupurile să fie consolidate sub un termen umbrelă pentru a facilita discuțiile între jocuri.